# Carbacanthographis stictica
Carbacanthographis stictica är en lavart som beskrevs av Staiger & Kalb. Carbacanthographis stictica ingår i släktet Carbacanthographis och familjen Graphidaceae.   Inga underarter finns listade i Catalogue of Life.